# Municipio III
Municipio Roma III ist die dritte administrative Unterteilung der italienischen Hauptstadt Rom.

## Geschichte
Die Assemblea Capitolina (Stadtrat von Rom) errichtete mit seiner Resolution Nr. 11 am 11. März 2013 das Municipio, welches das ehemalige Municipio Roma IV und zuvor Circoscrizione IV ersetzte.

## Geographie

### Geschichtliche Unterteilung
Auf dem Territorium des Municipio sind die folgenden topografischen Bereiche der Hauptstadt Rom:

#### Quartiere
- Q. XVI Monte Sacro
- Q. XXVIII Monte Sacro Alto

#### Zone
- Z. I Val Melaina
- Z. II Castel Giubileo
- Z. III Marcigliana
- Z. IV Casal Boccone
- Z. V Tor San Giovanni

### Administrative Gliederung
Das Municipio Roma III umfasst die gleichen Zone Urbanistiche wie das vormalige Municipio Roma IV:
| 4A               | Monte Sacro         | 16.579  |
| 4B               | Val Melaina         | 36.460  |
| 4C               | Monte Sacro Alto    | 33.662  |
| 4D               | Fidene              | 12.042  |
| 4E               | Serpentara          | 31.997  |
| 4F               | Casal Boccone       | 13.809  |
| 4G               | Conca d’Oro         | 19.133  |
| 4H               | Sacco Pastore       | 10.300  |
| 4I               | Tufello             | 14.840  |
| 4L               | Aeroporto dell’Urbe | 2.060   |
| 4M               | Settebagni          | 5.202   |
| 4N               | Bufalotta           | 7.446   |
| 4O               | Tor San Giovanni    | 899     |
| Nicht zuordenbar | Nicht zuordenbar    | 590     |
| Insgesamt        | Insgesamt           | 205.019 |

### Fraktion
Im Territorium des Municipio sind folgende Fraktionen der Stadt Rom:
- Colle Salario
- Settebagni
- Villa Spada

## Präsident
| Wahlperiode        | Wahlperiode    | Präsident               | Partei                  | Anmerkungen             |
| ------------------ | -------------- | ----------------------- | ----------------------- | ----------------------- |
| 28. Mai 2006       | 28. April 2008 | Alessandro Cardente     | L’Unione                | ehemaliges Municipio IV |
| 28. April 2008     | 10. Juni 2013  | Cristiano Bonelli       | Il Popolo della Libertà | ehemaliges Municipio IV |
| 10. Juni 2013      | 19. Juni 2016  | Paolo Emilio Marchionne | Partito Democratico     |                         |
| seit 19. Juni 2016 |                | Dario D’Innocenti       | MoVimento 5 Stelle      |                         |

## Fossilienfunde
Bereits vor der Besiedelung des Gebiets von Rom durch den anatomisch modernen Menschen (Homo sapiens) lebten hier bereits vor rund 250.000 Jahren Gruppen von Neandertalern, wie u. a. die Fossilien aus der Fundstätte Saccopastore, gelegen im heutigen Industriegebiet Sacco Pastore, belegen.